# Conotrochus brunneus
Espèce
Statut CITES
Conotrochus brunneus est une espèce de coraux appartenant à la famille des Caryophylliidae.